# أيوب خان دين
أيوب خان دين (بالإنجليزية: Ayub Khan-Din)‏ هو كاتب سيناريو وممثل بريطاني، ولد في 1961 في المملكة المتحدة.

## وصلات خارجية
- أيوب خان دين على موقع IMDb (الإنجليزية)
- أيوب خان دين على موقع ألو سيني (الفرنسية)
- أيوب خان دين على موقع أول موفي (الإنجليزية)
- أيوب خان دين على موقع قاعدة بيانات الأفلام السويدية (السويدية)
- أيوب خان دين على موقع قاعدة بيانات الفيلم (الإنجليزية)
- أيوب خان دين على موقع كينوبويسك (الروسية)